# 창원 월영대
창원 월영대(昌原 月影臺)는 대한민국 경상남도 창원시 마산합포구에 있는, 신라 말기의 학자인 최치원 선생이 해인사로 들어가기 전에 말년을 보내면서 제자들을 가르치던 곳이다. 1993년 1월 8일 경상남도의 기념물 제125호로 지정되었다.

## 개요
신라 말기의 학자인 최치원 선생이 이곳 합포만에 머물면서 제자들을 가르친 곳이다.
최치원은 자가 해운이며, 시호는 문창후이다. 최치원(857∼?)은 가족과 더불어 이곳에 살다가 신라의 멸망을 미리 알고 합천 해인사로 망명하였다. 선생이 돌아가시고 월영대는 그의 학문과 인격을 존경한 고려·조선시대의 문장가·선비들의 순례지가 되었다.
월영대는 보호축대로 둘러싸여 있으며 그 안에 최치원 선생 추모비가 있다. 추모비를 보호하기 위해 세운 비각은 앞면 3칸·옆면 2칸 규모로, 지붕은 옆면에서 볼 때 여덟 팔(八)자 모양인 팔작지붕이다. 동쪽에 유허비가 있으며, 최치원이 해서체로 ‘월영대’라고 쓴 돌이 동북쪽에 있다.

## 현지 안내문
이 곳은 신라말 문창후 최치원이 해인사로 들어가기 전에 말년을 보내면서 제자들을 가르치던 곳이다. 지금은 해안이 매립되어 옛 모습을 잃었지만, 옛날에는 이곳의 바로 아래에 백사장이 있어서 합포만의 아름다운 경치를 그대로 즐길 수 있었다. 이곳에는 해서체로 '월영대'라고 쓴 2.1m 높이의 비석이 있는데, 선생이 직접 쓴 것이라 한다. 본래는 이 비석의 앞·뒷면에 글씨가 있었다고 하나, 지금은 심하게 마모되어 알아볼 수가 없다. 1691년(숙종 17)에 최위가 창원도호부사로 부임하여 이곳을 정비하고 "천세만세에 유린되지 말라" 라고 하는 비석을 세웠다. 또 1932년에는 최씨문중에서 선생의 추모비와 비각을 세웠다고 한다. 선생은 12세에 당나라에 유학하여 17세에 그곳에서 과거에 급제한 다음, 관직 생활을 하였다. 885년 28세 때 귀국하였으며, 894년(신라 진성여왕 8)에는 '혼란한 시국을 개혁하기 위한 10개소'의 개혁안을 마련하였다. 선생이 죽은 뒤 이곳은 선비들의 순례지가 되어 많은 사람들이 찾아와 선생의 학문을 흠모하였다.

## 참고 자료
- 월영대 - 국가유산청 국가유산포털